# Kasteel van Waasmont

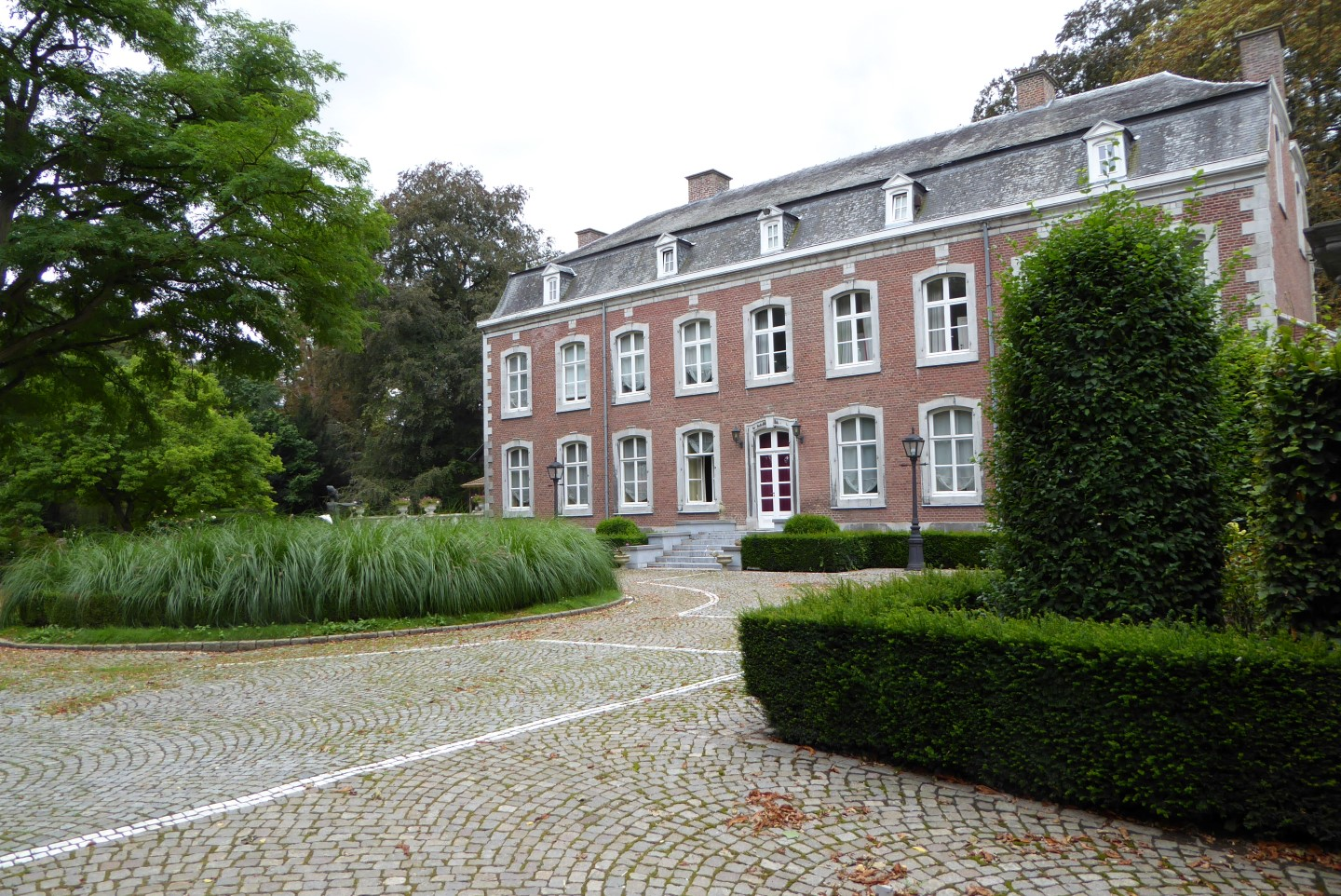
Kasteel van Waasmont

Het Kasteel van Waasmont is een kasteel in de tot de Vlaams-Brabantse gemeente Landen behorende plaats Waasmont, gelegen aan de Dokter A. Goffinstraat 1.

## Geschiedenis
Het kasteel is van omstreeks 1783 en behoorde toen bij een ommuurd landgoed. Naast het woongedeelte was er een dienstenvleugel en nog een vleugel met koetshuis en stallen. Eigenaar Albert Marnef liet in 1838 de dienstenvleugel afbreken en daar een suikerfabriek bouwen. In 1840 verwierf hij door erfenis de Brouwerij Artois en het kasteel van de familie Artois te Wespelaar.
In 1864 kwam er op het terrein nog een door stoomkracht aangedreven maalderij. Uiteindelijk werd Marnef opgevolgd door Paul de Mévius en deze liet niet alleen de bestaande fabriek vergroten maar ook werd er nog een kalkoven en een koelinstallatie bijgebouwd.
In 1918 werd het goed verkocht aan de herenboer Auguste Jadoul die burgemeester van Waasmont was. Deze liet de industriële gebouwen afbreken en het landgoed weer herinrichten. Waar eens de industriegebouwen stonden kwam weer een kasteelplein. Ook in 1970 en na 2006 werd de beplanting aangepast.